# ليزا ريش
ليزا ريش (بالألمانية: Lisa Resch)‏ (4 أكتوبر 1908 - 31 يناير 1949) كانت متزلجة على المنحدرات الثلجية ألمانية الجنسية حصلت على الميدالية الفضية في الألعاب الأولمبية الشتوية 1936.

## روابط خارجية
- ليزا ريش على موقع الاتحاد الدولي للتزلج (التزلج على المنحدرات الثلجية) (الإنجليزية)
- ليزا ريش على موقع أوليمبيديا (الإنجليزية)